# Dicranomyia (Dicranomyia) kauaiensis kauaiensis
Dicranomyia (Dicranomyia) kauaiensis kauaiensis is een ondersoort van de tweevleugelige Dicranomyia (Dicranomyia) kauaiensis uit de familie steltmuggen (Limoniidae). De ondersoort komt voor in het Australaziatisch gebied.